# Martin Erixson
Martin Erixson (Estocolmo, Suecia, 15 de junio de 1971) es un atleta sueco retirado especializado en la prueba de salto con pértiga, en la que consiguió ser subcampeón europeo en pista cubierta en 2000.

## Carrera deportiva
En el Campeonato Europeo de Atletismo en Pista Cubierta de 2000 ganó la medalla de plata en el salto con pértiga, con un salto por encima de 5.70 metros, tras el israelí Aleksander Averbukh (oro con 5.75 metros) y por delante del neerlandés Rens Blom (bronce con 5.60 metros).